# Galinsoga
Galinsoga Ruiz & Pav., 1794  è un genere di piante spermatofite dicotiledoni appartenenti alla famiglia delle Asteraceae e dall'aspetto di piccole erbacee annuali.

## Etimologia
L'etimologia del nome generico (Galinsoga) deriva dal medico spagnolo Mariano Martinez de Galinsoga (1756-1797), medico a Madrid e Soprintendente per il Giardino Botanico di Madrid.

Il nome scientifico attualmente accettato (Galinsoga) è stato proposto dai botanici Hipólito Ruiz López (1754-1815) e José Antonio Pavón (1754-1844) nella pubblicazione ”Florae Peruvianae, et Chilensis Prodromus” del 1794.

## Descrizione

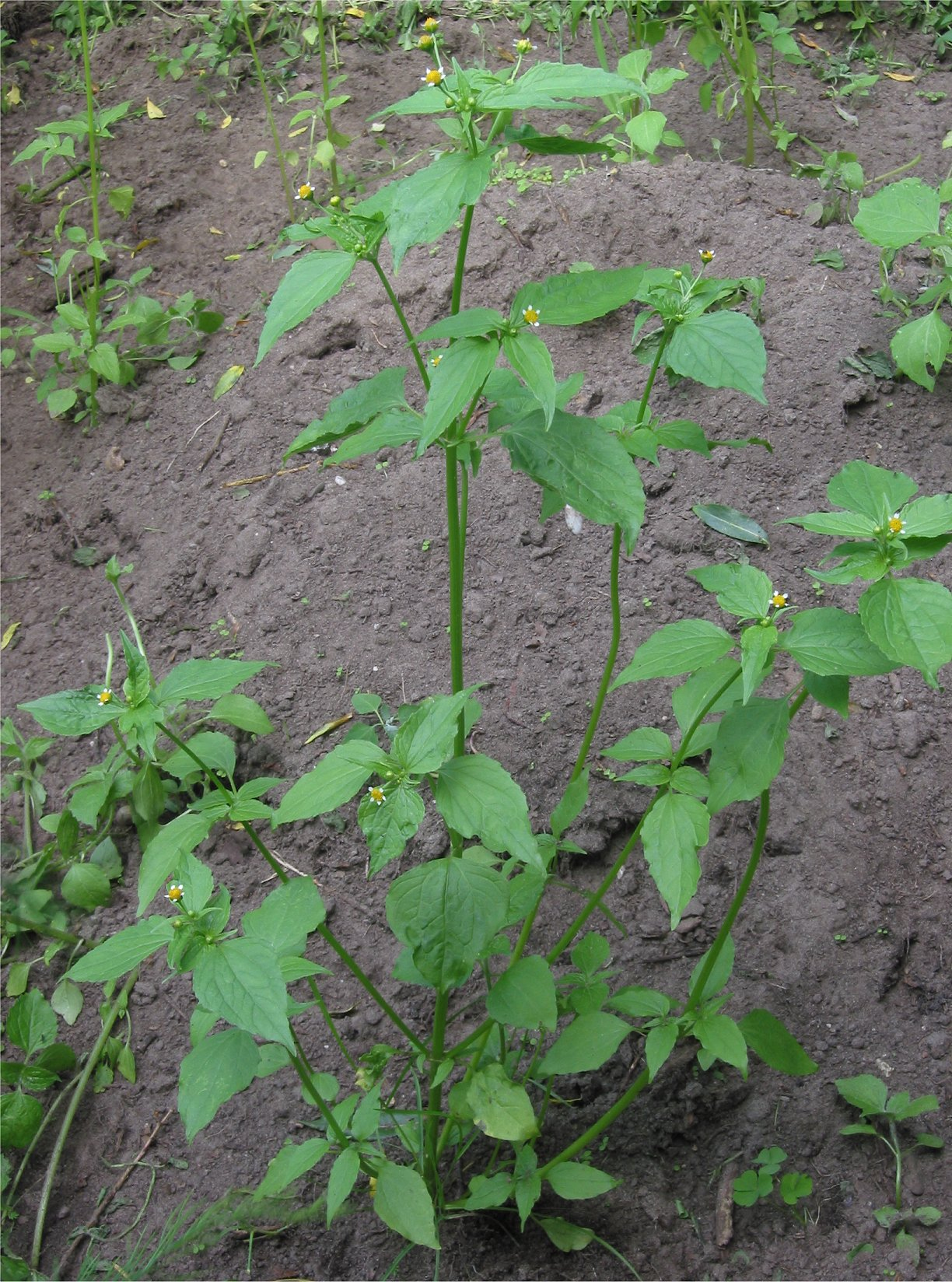
Il portamento

I dati morfologici si riferiscono soprattutto alle specie europee e in particolare a quelle spontanee italiane.

Le “galinsoghe” sono piante basse, la cui altezza arriva al massimo a 1 – 5 dm.  La forma biologica delle specie del genere è terofita scaposa (T scap); ossia sono piante erbacee che differiscono dalle altre forme biologiche poiché, essendo annuali, superano la stagione avversa sotto forma di seme; sono inoltre munite di asse fiorale eretto, spesso con poche foglie. Queste Asteraceae sono senza latice.

### Radici
Le radici sono di tipo fittonante.

### Fusto
- Parte ipogea: la parte sotterranea è fittonante.
- Parte epigea: la parte aerea del fusto è eretta, striata e molto ramosa. La porzione più alta in alcune specie e cosparsa di peli ghiandolari patenti.

### Foglie

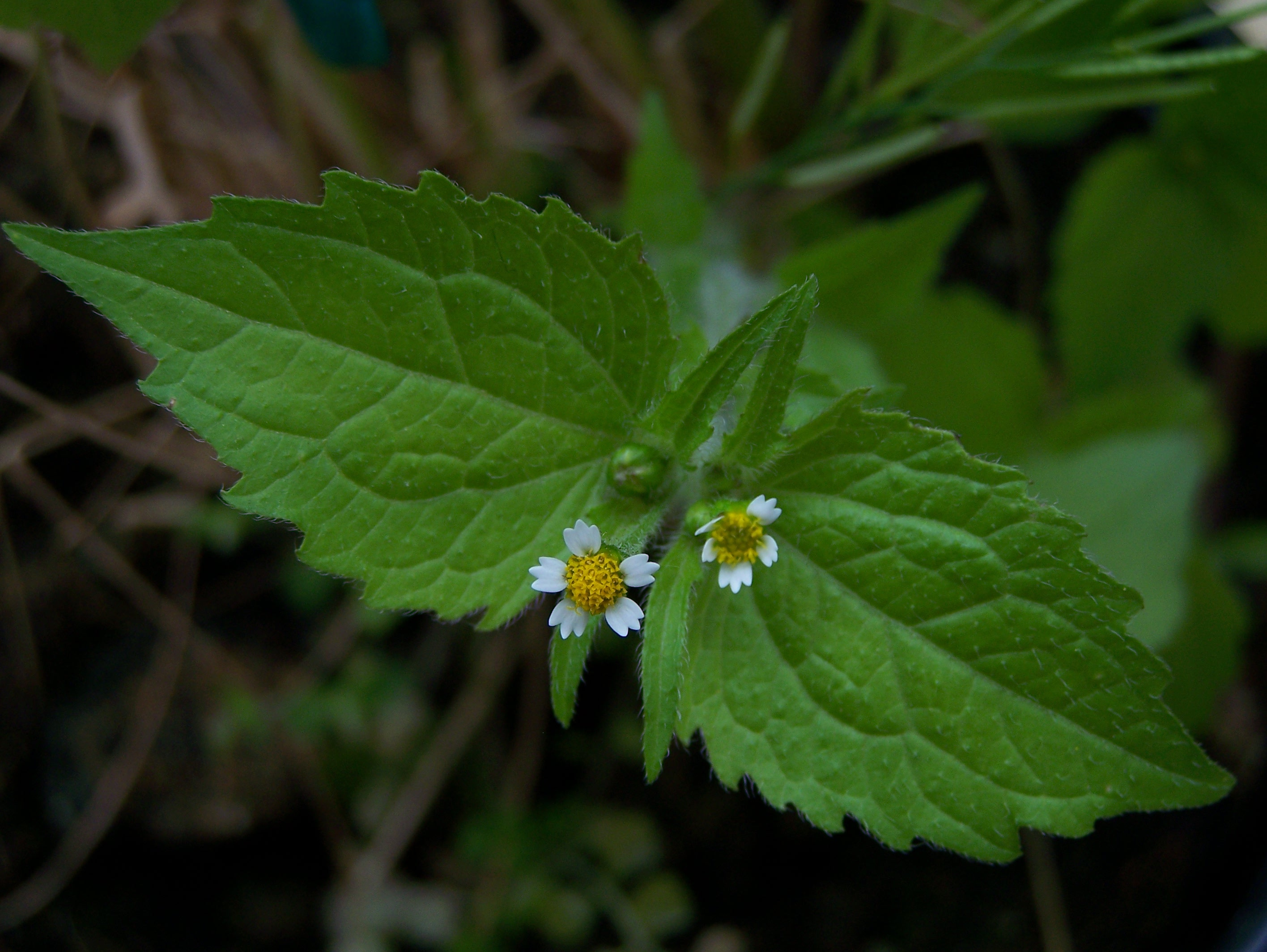
Le foglie

Le foglie, picciolate, sono disposte in modo opposto. La lamina è intera a forma rombico-lanceolata (o anche ovata) con margine grossolanamente dentato o intero, apice acuminato, consistenza ruvida e superficie pubescente (peli ispidi) oppure glabra. La lamina è percorsa da tre nervi principali.

### Infiorescenza

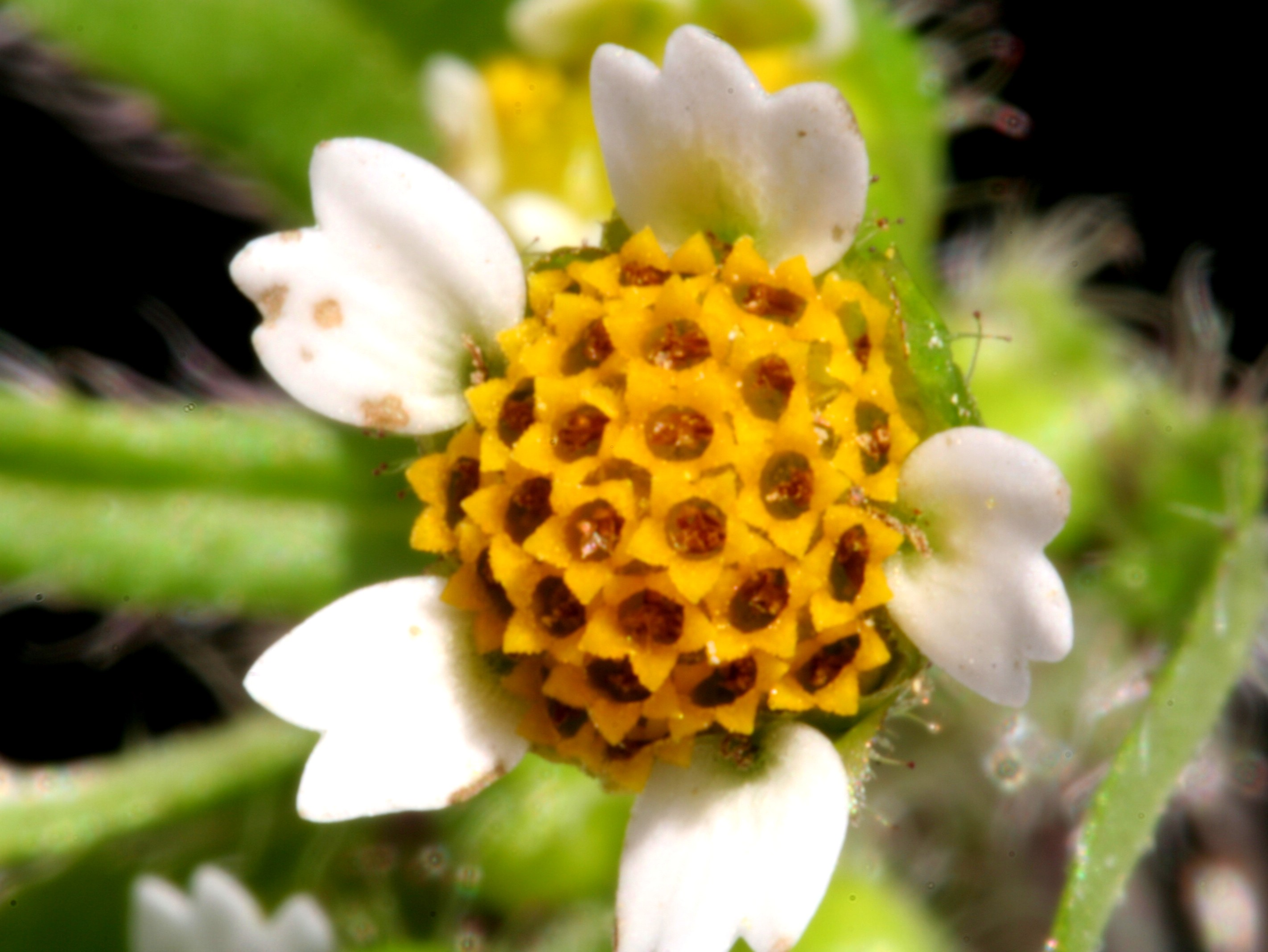
Infiorescenza
Località: Villa Prima, Limana (BL), 350 m s.l.m. - 20/08/2008

Le infiorescenze sono dei capolini terminali su brevi peduncoli. La struttura dei capolini è quella tipica delle Asteraceae: un peduncolo sorregge un involucro emisferico (o campanulato) composto da più squame (da 6 a 9) a disposizione embricata, persistenti o caduche, e disposte in una (o più) serie che fanno da protezione al ricettacolo  conico, sul quale s'inseriscono due tipi di fiori: quelli esterni ligulati (normalmente 5, ma possono arrivare fino a 9) di colore bianco, disposti in un unico rango; quelli interni tubulosi (da 30 a 50) di colore giallo-arancio. Le squame (o brattee) esterne (1 o 2) sono da largamente ellittiche a obovate e più piccole, mentre quelle interne sono da lanceolate a lineari; possono essere intere o lobate. Diametro dell'involucro: 2 ,5 – 6 mm.

### Fiori
I fiori sono simpetali, zigomorfi (quelli ligulati) e attinomorfi(quelli tubulosi); sono inoltre tetra-ciclici (formati cioè da 4 verticilli: calice – corolla – androceo – gineceo) e pentameri (calice e corolla formati da 5 elementi). Sono inoltre ermafroditi, più precisamente i fiori del raggio (quelli ligulati) sono femminili (e fertili); mentre quelli del disco centrale (tubulosi) sono bisessuali.
- Formula fiorale: per questa pianta viene indicata la seguente formula fiorale:

* K 0/5, C (5), A (5), G (2), infero, achenio
- Calice: i sepali sono ridotti ad una coroncina di squame.
- Corolla: i fiori periferici (ligulati) sono nastriformi a disposizione raggiante, ossia la corolla termina con una ligula tridentata (o intera) a forma più o meno lanceolata. Quelli del disco centrale (tubulosi) hanno delle corolle tubulari a 5 denti.
- Androceo: gli stami sono 5 con dei filamenti liberi; le antere, gialle, invece sono saldate fra di loro e formano un manicotto che circonda lo stilo. La parte apicale delle antere è acuta.
- Gineceo: lo stilo è unico con uno stimma filiforme-conico assai breve e pubescente; l'ovario è infero e uniloculare formato da due carpelli concresciuti e contenente un solo ovulo.

### Frutti
I frutti sono degli acheni a forma obconica o obpiramidale, pelosi o glabri e con un minuto pappo bianco composto da 5 – 10 squame lineari-acute (quasi pennate) e persistenti; a volte il pappo può essere assente.

## Biologia
- Impollinazione: l'impollinazione avviene tramite insetti (impollinazione entomogama).
- Riproduzione: la fecondazione avviene fondamentalmente tramite l'impollinazione dei fiori (vedi sopra).
- Dispersione: i semi cadendo a terra sono successivamente dispersi soprattutto da insetti tipo formiche (disseminazione mirmecoria). I semi sono piccoli e leggeri per cui è possibile anche una certa dispersione per merito del vento (disseminazione anemocora])

## Distribuzione e habitat
Quelle di questo genere sono specie invasive ed hanno una distribuzione in Italia abbastanza completa; come habitat prediligono le colture e i campi. 

Le due uniche specie spontanee italiane vivono sull'arco alpino. La tabella seguente mette in evidenza alcuni dati relativi all'habitat, al substrato e alla distribuzione delle specie alpine.
| Specie | Comunità vegetali | Piani vegetazionali | Substrato  | pH     | Livello trofico | H2O   | Ambiente | Zona alpina                             |
| --- | ----------------- | ------------------- | ---------- | ------ | --------------- | ----- | -------- | --------------------------------------- |
| G. ciliata | 2                 | collinare           | Ca – Si    | neutro | alto            | medio | B1 B2 B7 | tutto l'arco alpino (escl. IM e SV)     |
| G. parviflora | 2                 | collinare           | Ca/Si – Si | acido  | alto            | medio | B1 B2 B7 | tutto l'arco alpino (escl. IM, SV e VA) |
| Legenda e note alla tabella. Substrato con “Ca/Si” si intendono rocce di carattere intermedio (calcari silicei e simili); vengono prese in considerazione solo le zone alpine del territorio italiano (sono indicate le sigle delle province). Comunità vegetali: 2 = comunità terofitiche pioniere nitrofile Ambienti: B1 = campi, colture e incolti; B2 = ambienti ruderali, scarpate; B7 = parchi, giardini, terreni sportivi |                   |                     |            |        |                 |       |          |                                         |

## Tassonomia
La famiglia di appartenenza del genere (Asteraceae o Compositae, nomen conservandum) è la più numerosa del mondo vegetale, comprende oltre 23000 specie distribuite su 1535 generi (22750 specie e 1530 generi secondo altre fonti). Questo genere è composto da un paio di specie (in Sud America, secondo i vari Autori, il numero varia da 15 a 33
).

La specie tipo è Galinsoga parviflora Cav. (1794).

Alcuni generi (Sabazia e Willdenow) dell'America centrale (Messico) e Sud America sono strettamente collegati al genere di questa voce. Alcuni botanici hanno in effetti proposto di trattare queste tre gruppi come un unico grande genere.

### Specie europee diGalinsoga
Il seguente elenco è stato compilato in base alle specie riconosciute come valide dalla “Checklist” dei Royal Botanic Garden Edinburgh

- Galinsoga ciliata (Raf.) S.F.Blake (1922) - Galinsoga ispida
- Galinsoga parviflora Cav. (1795> - Galinsoga comune

#### Specie spontanee italiane
Per meglio comprendere ed individuare le varie specie del genere (solamente per le specie spontanee della flora italiana) l'elenco che segue utilizza in parte il sistema delle chiavi analitiche (vengono cioè indicate solamente quelle caratteristiche utili a distingue una specie dall'altra).
- la parte alta del fusto è glabra (o alcuni peli sparsi e appressati); le ligule dei fiori periferici sono dentate; le squame dell'involucro sono persistenti;

- Galinsoga parviflora Cav. - Galinsoga comune: l'altezza arriva a 1 – 5 dm; il ciclo biologico è annuale; la forma biologica è terofita scaposa (T scap); il tipo corologico è sudamericano; l'habitat tipico sono le colture estive (è una specie infestante); la distribuzione sul territorio italiano e quasi completa fino ad una altitudine di 1500 m s.l.m..

- la parte alta del fusto è pelosa (peli ghiandolari patenti); le ligule dei fiori periferici sono intere o dentate; le squame dell'involucro sono caduche;

- Galinsoga ciliata (Rafin.) S.F.Blake - Galinsoga ispida: l'altezza arriva a 1 – 5 dm; il ciclo biologico è annuale; la forma biologica è terofita scaposa (T scap); il tipo corologico è sudamericano; l'habitat tipico sono i campi e gli orti (è una specie infestante); la distribuzione sul territorio italiano è prevalentemente al nord (ma in rapida diffusione verso il sud) fino ad una altitudine di 800 m s.l.m..

#### Ibridi
Sono possibili ibridi tra le due specie italiane (denominato Galinsoga × mixta J. Murr (1931)) specialmente quando abitano lo stesso areale.

#### Sinonimi e nominativi obsoleti delle specie europee
- Galinsoga caracasana auct., non (DC.) Sch.Bip.: sinonimo di G. ciliata
- Galinsoga aristulata E.P.Bicknell (1916): sinonimo di G. ciliata
- Galinsoga hispida Bentham (1844): sinonimo di G. ciliata
- Galinsoga quadriradiata Ruiz & Pav.: sinonimo di G. ciliata (di al di là dell'Atlantico questo nominativo è considerato valido)
- Galinsoga quinquiradiata Ruiz & Pav.:  sinonimo di G. parviflora

- Galinsoga urticifolia (Kutn) Bentham (1844): sinonimo di G. ciliata